# Hu Limei
Hu Limei (chinesisch 虎里美 / 湖李梅, Pinyin Hù Límeí; * 23. Januar 1995 in Zibo, Provinz Shandong) ist eine chinesische Tischtennisspielerin.

## Werdegang
Den Durchbruch schaffte Hu Limei erst 2013: Bei einem internen Qualifikationsturnier schlug sie die amtierende Weltmeisterin Ding Ning und konnte sich so für die Weltmeisterschaft in Paris qualifizieren.
Dort musste sie sich in der Runde der letzten 32 Ding Ning geschlagen geben. Wegen starker chinesischer Konkurrenz war sie selten auf Großveranstaltungen zu sehen, konnte jedoch 2014 bei den Qatar Open Gold gewinnen und 2016 bei den         German Open Bronze.

## Turnierergebnisse
Nennung von Ergebnissen (Auszug):
| Verband | Veranstaltung         | Jahr | Ort       | Land | Einzel     | Doppel | Mixed     | Team |
| ------- | --------------------- | ---- | --------- | ---- | ---------- | ------ | --------- | ---- |
| CHN     | Weltmeisterschaft     | 2013 | Paris     | FRA  | letzte 32  |        | letzte 16 |      |
| CHN     | ITTF Challenge Series | 2019 | Lissabon  | POR  | Halbfinale |        |           |      |
| CHN     | ITTF World Tour       | 2018 | Daejeon   | KOR  | letzte 16  |        |           |      |
| CHN     | ITTF World Tour       | 2018 | Doha      | QAT  | Qual.      |        |           |      |
| CHN     | ITTF World Tour       | 2016 | Berlin    | GER  | Halbfinale |        |           |      |
| CHN     | ITTF World Tour       | 2014 | Stockholm | SWE  | letzte 16  | Silber |           |      |
| CHN     | ITTF World Tour       | 2014 | Doha      | QAT  | Gold       | Qual.  |           |      |